# SHOOT BOXING 2018 act.2
SHOOT BOXING2018 act.2（シュートボクシングアクト2）は、シュートボクシングの大会の一つ。2018年4月1日、東京都文京区後楽で開催された。

## 大会概要
シュートボクシング香港勢が来日し、対戦を行う大会となった。
第4試合にて、宍戸 大樹が現役復帰戦にて勝利を収める。第8試合、海人は不可思と対戦、4R目でTKO勝利し、6連勝となった。

## 試合結果

### オープニングマッチ
オープニングマッチ第1試合　SB日本ライト級（62.0kg）　スターティングクラスルール　2分3R延長2R
○  日本 江澤悠里 vs.  香港 李俊亨 ×
3R 終了 判定3-0（三者とも30-24）

### 本戦カード
第1試合 SB日本スーパーバンタム級（55.0kg）　エキスパートクラス特別ルール　3分3R延長無制限R
◯  日本 大桑宏章 vs.  日本 優吾・FLYSKYGYM ×
3R 終了 判定3-0（30-28、30-27、30-27）
第2試合 SB日本スーパーバンタム級（55.0kg）　エキスパートクラス特別ルール　3分3R延長無制限R
◯  日本 笠原友希 vs.  日本 竹野 元希 ×
3R 終了 判定2-0（30-28、30-29、29-29）
第3試合 SB日本ウェルター級（67.5kg）　エキスパートクラス特別ルール　3分3R延長無制限R
×  日本 チングン新小岩 vs.  日本 奥山 貴大 ○
3R 終了 判定3-0（30-29 30-29 30-28）
第4試合 SB日本スーパーウェルター級（70.0kg）　エキスパートクラス特別ルール　3分3R延長無制限R
○  日本 宍戸 大樹 vs.  香港 馮本汝 ×
3R 終了　判定（30-29.30-28.30-28）
第5試合 70.5kg契約　エキスパートクラス特別ルール　3分3R延長無制限R
◯  日本 北斗拳太郎 vs.  香港 向柏榮 ×
3R終了 判定3-0（30-29.29-29.30-29）

第6試合 68.0kg契約　エキスパートクラス特別ルール　3分3R延長無制限R　※ヒジ打ちあり
×  日本 MIO vs.  韓国 イム・ソヒ ◯
3R 終了　判定3-0（三者とも29－28）
第7試合 62.0kg契約　エキスパートクラス特別ルール　3分3R延長無制限R
○  日本 村田聖明 vs.  香港 梁傲軒 ×
1R 終了時 KO
第8試合 64.0kg契約　エキスパートクラスルール　3分5R延長無制限R　※ヒジあり
○  日本 海人 vs.  日本 不可思 ×
4R 2分45秒 TKO